# Burg Stargard
Burg Stargard (bis 1929: Stargard in Mecklenburg) ist eine Kleinstadt südöstlich von Neubrandenburg im Landkreis Mecklenburgische Seenplatte im deutschen Bundesland Mecklenburg-Vorpommern. Auf dem Burgberg steht die mittelalterliche Burg Stargard, welche der Stadt und der Herrschaft Stargard ihren Namen gab. Der Ort ist seit dem Jahr 1992 Sitz des Amtes Stargarder Land, dem weitere Gemeinden angehören.

## Geografie

### Geografische Lage
Die Stadt liegt etwa acht Kilometer südlich der Kreisstadt Neubrandenburg im Tal der Linde, die in der Stadt im Mühlenteich aufgestaut wird. Im Süden des Stadtgebiets liegen der Gramelower und der Teschendorfer See. Eine Grundmoräne mit Höhen bis zu 126,8 m ü. NHN beim Ortsteil Loitz bestimmt das Stargarder Land (eine historische Landschaftsbezeichnung). Zu den markanten Erhebungen innerhalb oder nahe der Stadtbebauung zählen der etwa 90 Meter hohe Burgberg, der 89 Meter hohe Galgenberg und der 86,3 Meter hohe Klüschenberg. Das Gelände fällt im Westen zum Tollensesee auf bis zu 14,8 m ü. NHN ab. An diesem zehn Kilometer langen See hat die Gemarkung der Stadt einen Uferanteil. Das Stargarder Land mit Anbauflächen am Burgberg und am Schloss Rattey ist das nördlichste Weinbaugebiet Deutschlands.
Der Ort südöstlich des Oberzentrums Neubrandenburg ist nach dem Raumentwicklungsprogramm ein Grundzentrum.

### Stadtgliederung
Zu Burg Stargard gehören außer der Stadt selbst noch folgende elf Ortsteile:
|                                                |                                                   |                                |
| - Bargensdorf - Cammin - Godenswege - Gramelow | - Kreuzbruchhof - Lindenhof - Loitz - Quastenberg | - Riepke - Sabel - Teschendorf |

## Geschichte

### Name
Der Ort wurde zuerst 1170 als Stargard urkundlich unter den Dörfern genannt, welche von Kasimir I. von Pommern dem Bistum Havelberg zur Stiftung des Klosters Broda geschenkt worden waren. Die betreffende Urkunde hat sich jedoch als Fälschung und unter Anderen auch der Ort Stargard darin als Zusatz aus späterer Zeit erwiesen, datierend wohl um 1244. Aus dem Altpolabischen übersetzt heißt stari „alt“ und gard bedeutet „Burg“, zusammen also „Alte Burg“. In der frühen Neuzeit wurde die Stadt im Unterschied zu Stargard bei Stettin und Stargard bei Danzig, auch als Alt Stargard bezeichnet. Spätestens mit den Eisenbahnverbindungen, kamen die Bezeichnungen Stargard i.M., Stargard Pm. und Stargard Pr. für die drei Orte in Gebrauch. Nach der Eingemeindung der Burg ins Stadtgebiet und um Verwechslungen zu vermeiden, führt die Stadt seit 1929 den Namen Burg Stargard.

### Mittelalter

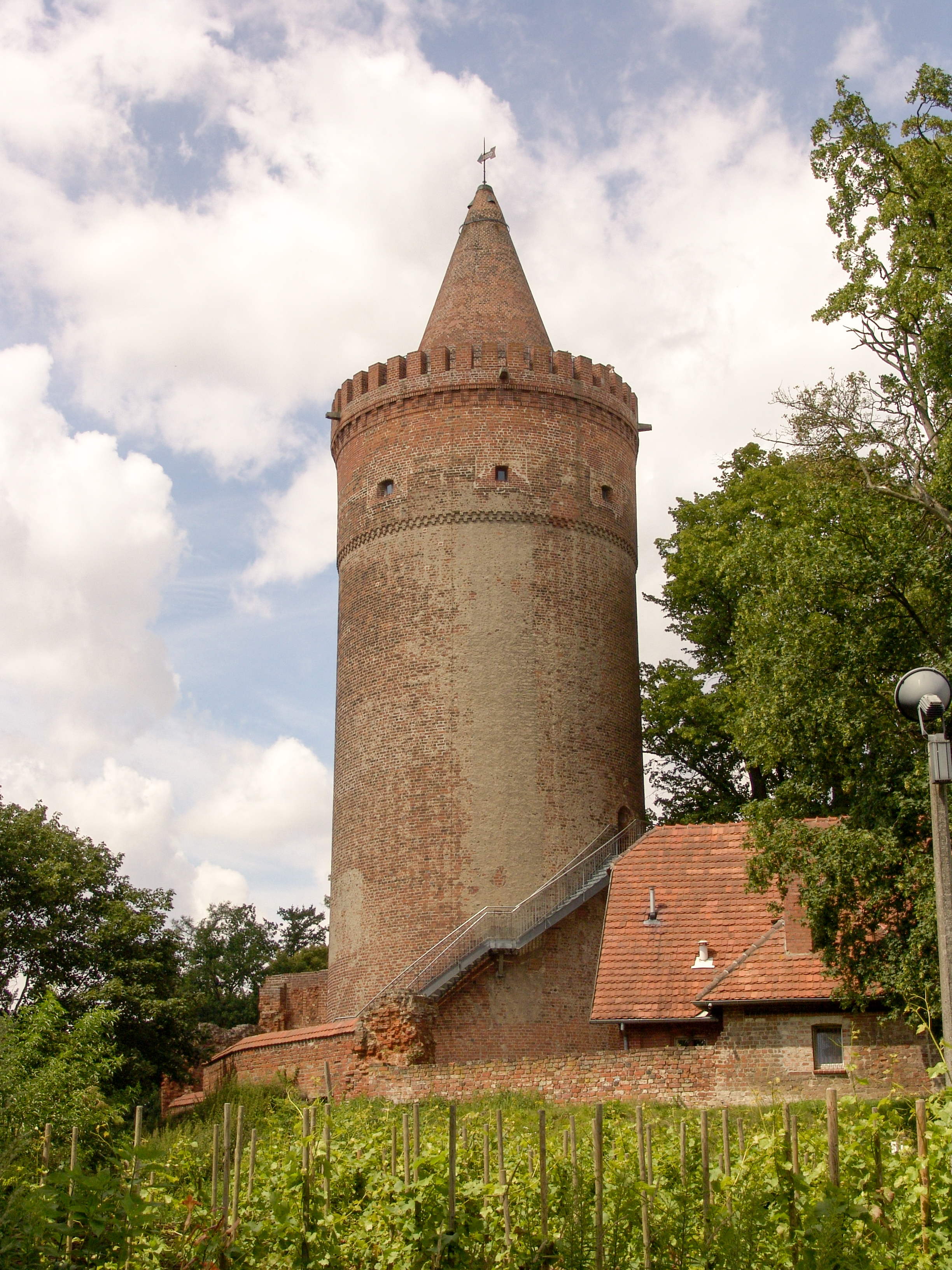
Bergfried der Stargarder Burg

Die deutsche Siedlung von Händlern und Handwerkern wuchs seit dem frühen 13. Jahrhundert am Fuße einer spätmittelalterlichen Burg, die für die Kolonisation des slawischen Gebietes zentrale Bedeutung hatte und früh zum politischen Zentrum der nach ihr benannten Herrschaft Stargard wurde. Im Jahre 1250 entstand der Bergfried. Für ältere Vorgängersiedlungen, die verschiedentlich vermutet werden, fehlt bis heute der wissenschaftliche Nachweis. Auch für slawische Vorgängerbauten erbrachten archäologische Untersuchungen auf dem Burgberg keinen Beleg.
Im Jahre 1259 wurde Stargard mit dem brandenburgischen Stadtrecht belehnt. Nach der Heirat von Heinrich II. (dem Löwen) 1292 als Wittum von den Askaniern in die Hände der Fürsten, später Herzöge zu Mecklenburg gelangt, war Stargard 1352 bis 1471 eine der Residenzen der Nebenlinie Mecklenburg-Stargard der mecklenburgischen Dynastie. Stargard wurde Landstadt in Mecklenburg und als solche Teil der Städte im Stargardischen Kreis, die bis 1918 auf mecklenburgischen Landtagen der 1523 vereinten Landstände vertreten waren.

### 17. bis 19. Jahrhundert

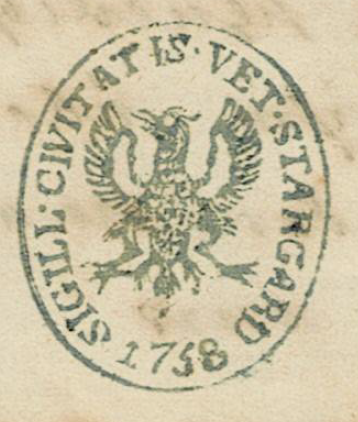
Stempel mit dem Stadtsiegel, 1860

Im Dreißigjährigen Krieg war Stargard als Hauptquartier des kaiserlichen Generals Tilly (1631) letztmalig von strategischer Bedeutung. In der Folgezeit verlor die Burg schnell an Bedeutung und wurde Sitz eines herzoglichen Verwaltungsamtes.
Die Stadt war vom allgemeinen Niedergang des Landstrichs nach dem Dreißigjährigen Krieg mitbetroffen und wurde 1758 bei einem Großbrand zu weiten Teilen zerstört. Danach sank die Stadt Stargard (ab 1929: Burg Stargard) zur unbedeutenden Landstadt herab und verlor im frühen 20. Jahrhundert die letzten überörtlich wirkenden Behörden, darunter das Amtsgericht Stargard in Mecklenburg.

### Neuere Zeit

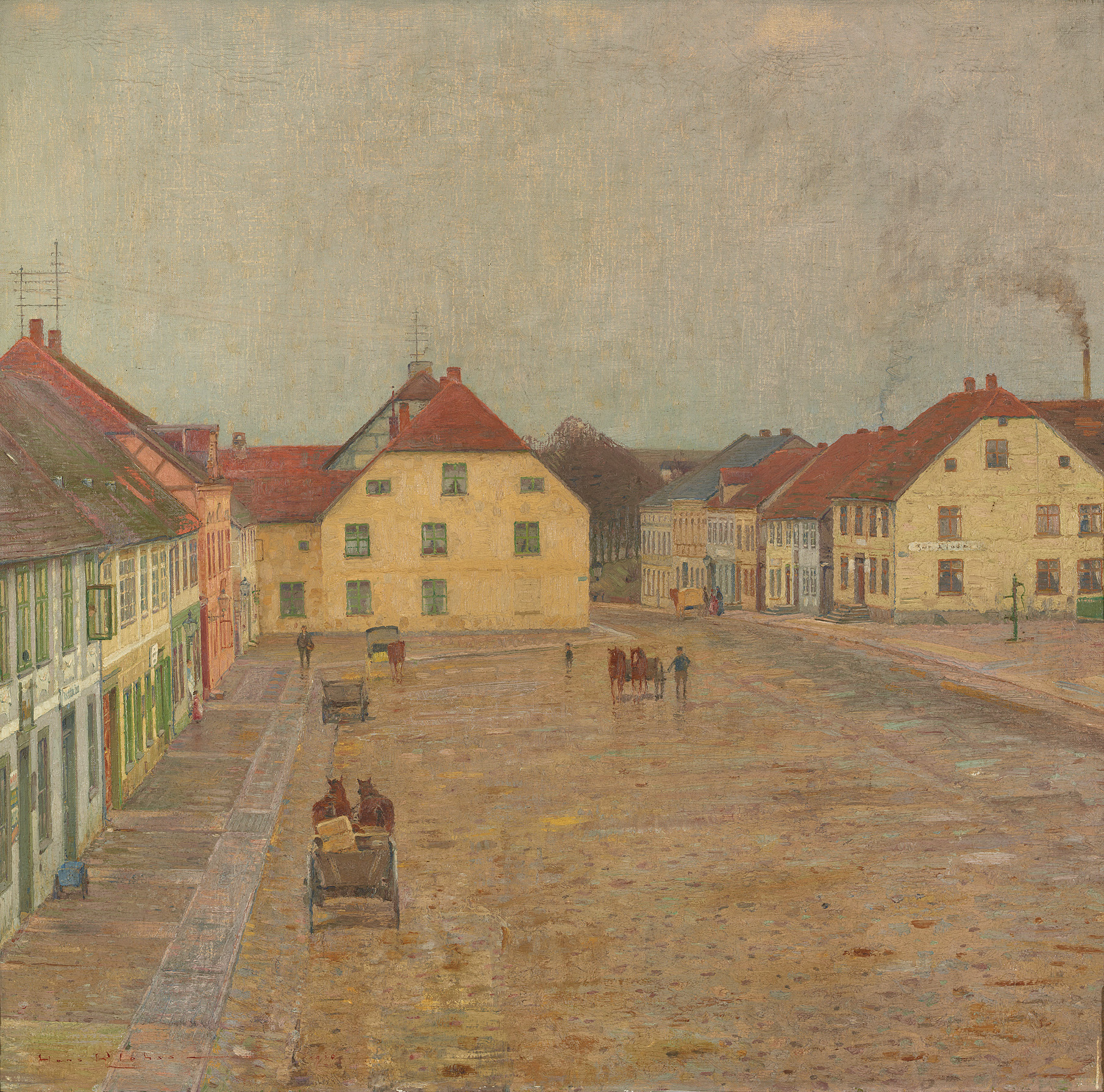
Südseite des Marktes. Gemälde von Hans Klohß (1910).

In der Zeit des Nationalsozialismus bewohnte das jüdische Ehepaar Sehlmacher aus Berlin eine Wohnung am Papiermühlenweg. Nach einer Denunziation wegen „Abhörens von Feindsendern“ wurde Ehefrau Gertrud in das KZ Auschwitz zur Vernichtung deportiert, während Ehemann Ernst im Zuchthaus Dreibergen-Bützow ums Leben kam. Während des Zweiten Weltkrieges mussten jüdische Frauen aus Polen, der Sowjetunion und Frankreich im Nemerower Holz unter primitivsten Bedingungen ein Nebenlager des Konzentrationslagers Ravensbrück errichten, wo Produktionsstätten und unterirdische Wege zur Herstellung von Zulieferteilen für die V 1 hergestellt wurden. 1200 bis 2000 Frauen mussten hier Zwangsarbeit verrichten. Im April 1945 wurde das Lager „Waldbau“ geräumt und die KZ-Häftlinge auf einen Todesmarsch bis nach Malchow getrieben, wo die noch Lebenden von der Roten Armee befreit wurden.
Burg Stargard gehörte seit 1934 zum Landkreis Stargard im Land Mecklenburg und ab 1946 zum neu gebildeten Kreis Neubrandenburg, der 1952 in den gleichnamigen DDR-Bezirk eingegliedert wurde (seit 1990 Land Mecklenburg-Vorpommern). Von 1994 bis zur Kreisgebietsreform 2011 lag die Stadt im Landkreis Mecklenburg-Strelitz, seitdem im Landkreis Mecklenburgische Seenplatte.
Nach der politischen Wende und dem Beitritt zur Bundesrepublik wurde ab 1991 im Rahmen der Städtebauförderung mit der Sanierung der Burg und des historischen Stadtkerns begonnen. Jedoch gerieten zentrale Bereiche der Altstadt seither zunehmend in Verfall. Als Grundzentrum der Region ist Burg Stargard heute bei leicht steigenden Einwohnerzahlen beliebter Wohnort im Speckgürtel des nahegelegenen Oberzentrums Neubrandenburg.
Bis November 2015 bestand auf dem Burg Stargarder Klüschenberg ein Tierpark, der bei seiner Erbauung 1968 vor allem als Ausflugsziel für Einwohner der Bezirksstadt Neubrandenburg vorgesehen war. Die Stadt Neubrandenburg zog sich jedoch nach 1990 aus der Finanzierung zurück, sodass die Kleinstadt Burg Stargard den jährlichen Zuschuss von 150.000 Euro nicht mehr aufbringen konnte (bei einem jährlichen städtischen Haushaltsminus von rund 800.000 Euro). Zudem wären umfassende Investitionen in den stark sanierungsbedürftig gewordenen Park notwendig geworden. Ein vom Tierparkförderverein initiiertes Bürgerbegehren wurde abgelehnt, da nicht genügend Unterschriften gesammelt werden konnten. Im Januar 2017 wurden die letzten Tiere aus dem Stargarder Tierpark abgeholt. Das Tierparkgelände soll mit Mitteln des Landes wieder zu einem Ausflugspark mit neu gestaltetem Platz an der Freilichtbühne werden. Die nächstgelegenen Tiergärten befinden sich in Neustrelitz, bei Altentreptow (Naturerlebnispark Mühlenhagen) und in Ueckermünde.
Zu den Veränderungen in der Zugehörigkeit der Stadt zur Verwaltungsgemeinschaft Amt Stargarder Land seit 1992 siehe den entsprechenden Artikel.

### Eingemeindungen
Am 1. Juli 1950 wurde die bis dahin eigenständige Gemeinde Sabel eingegliedert. Mit Wirkung vom 27. September 2009 wurde die Gemeinde Teschendorf mit den Ortsteilen Gramelow und Loitz eingemeindet. Zum 25. Mai 2014 erfolgte die Eingemeindung von Cammin mit den Ortsteilen Godenswege und Riepke.

## Bevölkerung
| Jahr | Einwohner |
| ---- | --------- |
| 1990 | 3824      |
| 1995 | 4176      |
| 2000 | 4607      |
| 2005 | 4624      |
| 2010 | 5002      |
| 2015 | 5496      |

| Jahr | Einwohner |
| ---- | --------- |
| 2020 | 5359      |
| 2021 | 5323      |
| 2022 | 5289      |
| 2023 | 5306      |

 Stand: 31. Dezember des jeweiligen Jahres>

## Politik

### Stadtvertretung
Die Stadtvertretung von Burg Stargard besteht aus 17 Mitgliedern. Die Kommunalwahl am 9. Juni 2024 führte bei einer Wahlbeteiligung von 69,6 % zu folgendem Ergebnis:
| Partei / Wählergruppe                     | Stimmenanteil 2014 | Sitze 2014 |  | Stimmenanteil 2019 | Sitze 2019 |  | Stimmenanteil 2024 | Sitze 2024 |
| ----------------------------------------- | ------------------ | ---------- |  | ------------------ | ---------- |  | ------------------ | ---------- |
| CDU                                       | 46,3 %             | 8          |  | 42,2 %             | 8          |  | 32,4 %             | 6          |
| AfD                                       | –                  | –          |  | 26,9 %             | 2          |  | 29,0 %             | 5          |
| Stargard 2030                             | 12,7 %             | 1          |  | 13,1 %             | 3          |  | 14,4 %             | 2          |
| Wählergemeinschaft Aktives Stargard (WAS) | –                  | –          |  | –                  | –          |  | 06,4 %             | 1          |
| Die Linke                                 | 14,5 %             | 2          |  | 17,8 %             | 3          |  | 05,3 %             | 1          |
| Einzelbewerber Michael Lüttke             | –                  | –          |  | –                  | –          |  | 04,0 %             | 1          |
| SPD                                       | 07,9 %             | 1          |  | –                  | –          |  | 03,4 %             | 1          |
| Die Heimat (NPD)                          | .                  | 1          |  | 00,0 %             | –          |  | 02,4 %             | –          |
| Einzelbewerberin Anja Werner              | –                  | –          |  | –                  | –          |  | 01,5 %             | –          |
| Einzelbewerber Siegmund Lützow            | .                  | 1          |  | 00,0 %             | –          |  | 01,3 %             | –          |
| Einzelbewerber Wolfgang Fischbach         | –                  | –          |  | 00,0 %             | –          |  | –                  | –          |
| Wählergruppe Cammin                       | .                  | 1          |  | –                  | –          |  | –                  | –          |
| Freie Wählergemeinschaft Stargard         | .                  | 1          |  | –                  | –          |  | –                  | –          |
| Einzelbewerber Andreas Rösler             | .                  | 1          |  | –                  | –          |  | –                  | –          |
| Insgesamt                                 | 100 %              | 17         |  | 100 %              | 16         |  | 100 %              | 17         |

Bei der Wahl 2019 entfielen auf die AfD drei Sitze. Da sie nur zwei Kandidaten aufgestellt hatte, blieb in der Stadtvertretung ein Sitz unbesetzt.

### Bürgermeister
- 1965–1984: Ernst Gay

- 1991–2001: Elmar Schaubs (CDU)
- 2001–2008: Bärbel Bredemeier
- seit 2008: Tilo Lorenz (CDU)

Lorenz wurde zweimal wiedergewählt, letztmalig in der Bürgermeisterwahl am 12. Juni 2022 mit 55,0 Prozent der gültigen Stimmen. Seine Amtszeit beträgt sieben Jahre.

### Wappen
| Wappen der Stadt Burg Stargard | Blasonierung: „In Silber ein golden bewehrter roter Adler.“ |
| Wappen der Stadt Burg Stargard | Wappenbegründung: Das Wappen zeigt in Anlehnung an ältere Stadtsiegel das Wappenbild der Markgrafen von Brandenburg, den roten Adler, und verweist damit auf den Markgrafen als Stadtgründer und Stadtherrn. Das Wappen wurde vor 1978 neu gezeichnet und unter der Nr. 214 der Wappenrolle des Landes Mecklenburg-Vorpommern registriert. |

### Flagge
Die Flagge ist quer zur Längsachse des Flaggentuchs von Rot, Weiß und Rot gestreift. Die roten Streifen nehmen je ein Fünftel, der weiße Streifen nimmt drei Fünftel der Länge des Flaggentuchs ein. Der weiße Streifen ist in der Mitte mit der Figur des Stadtwappens belegt: mit einem gelb bewehrten roten Adler. Die Figur nimmt drei Fünftel der Höhe des Flaggentuchs ein. Die Länge des Flaggentuchs verhält sich zur Höhe wie 3:2.

### Dienstsiegel
Das Dienstsiegel zeigt das Stadtwappen mit der Umschrift „STADT BURG STARGARD • LANDKREIS MECKLENBURGISCHE SEENPLATTE“.

### Städtepartnerschaften
- Marne im Kreis Dithmarschen in Schleswig-Holstein seit 1990
- Tychowo im Powiat Białogardzki der Woiwodschaft Westpommern in Polen seit 2006

## Sehenswürdigkeiten und Kultur

### Sehenswürdigkeiten

#### Burg Stargard

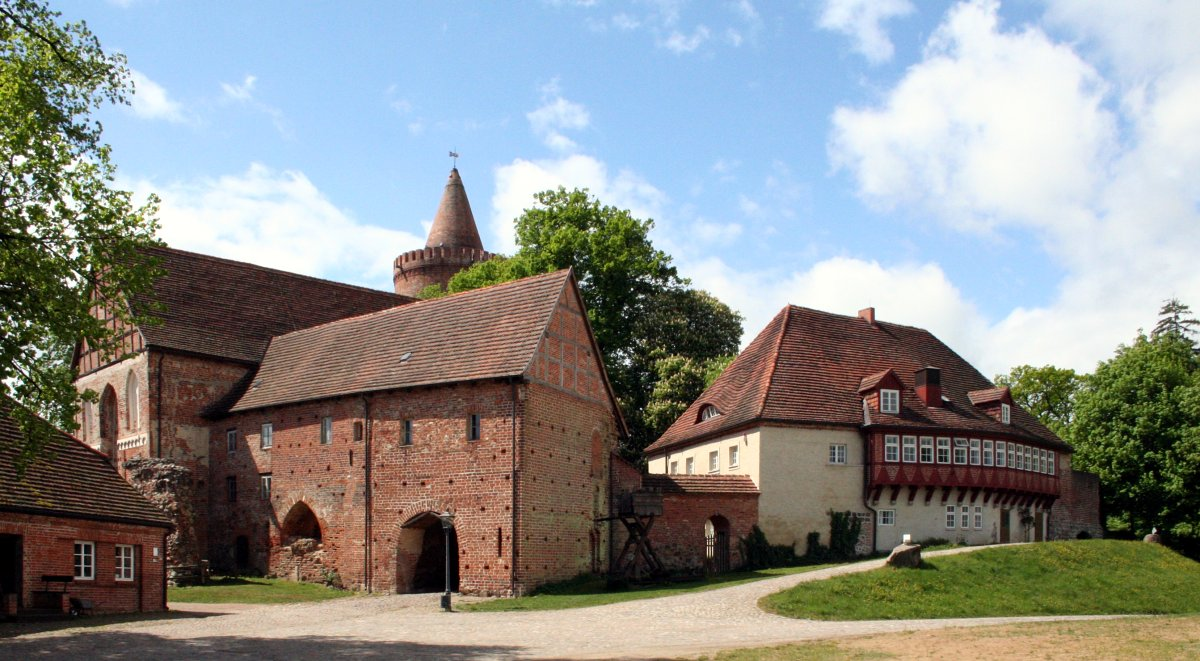
Burganlage

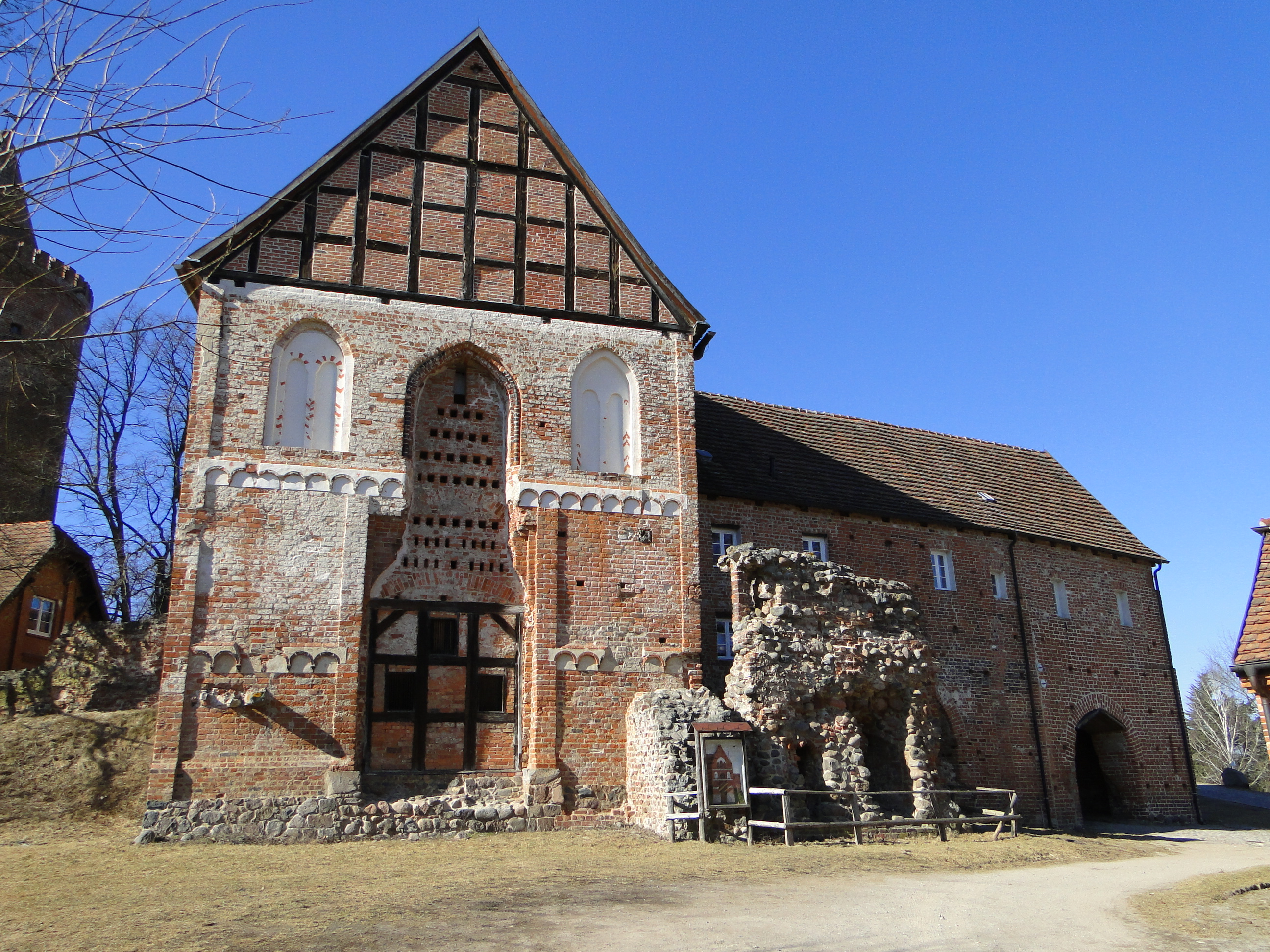
Burgkapelle

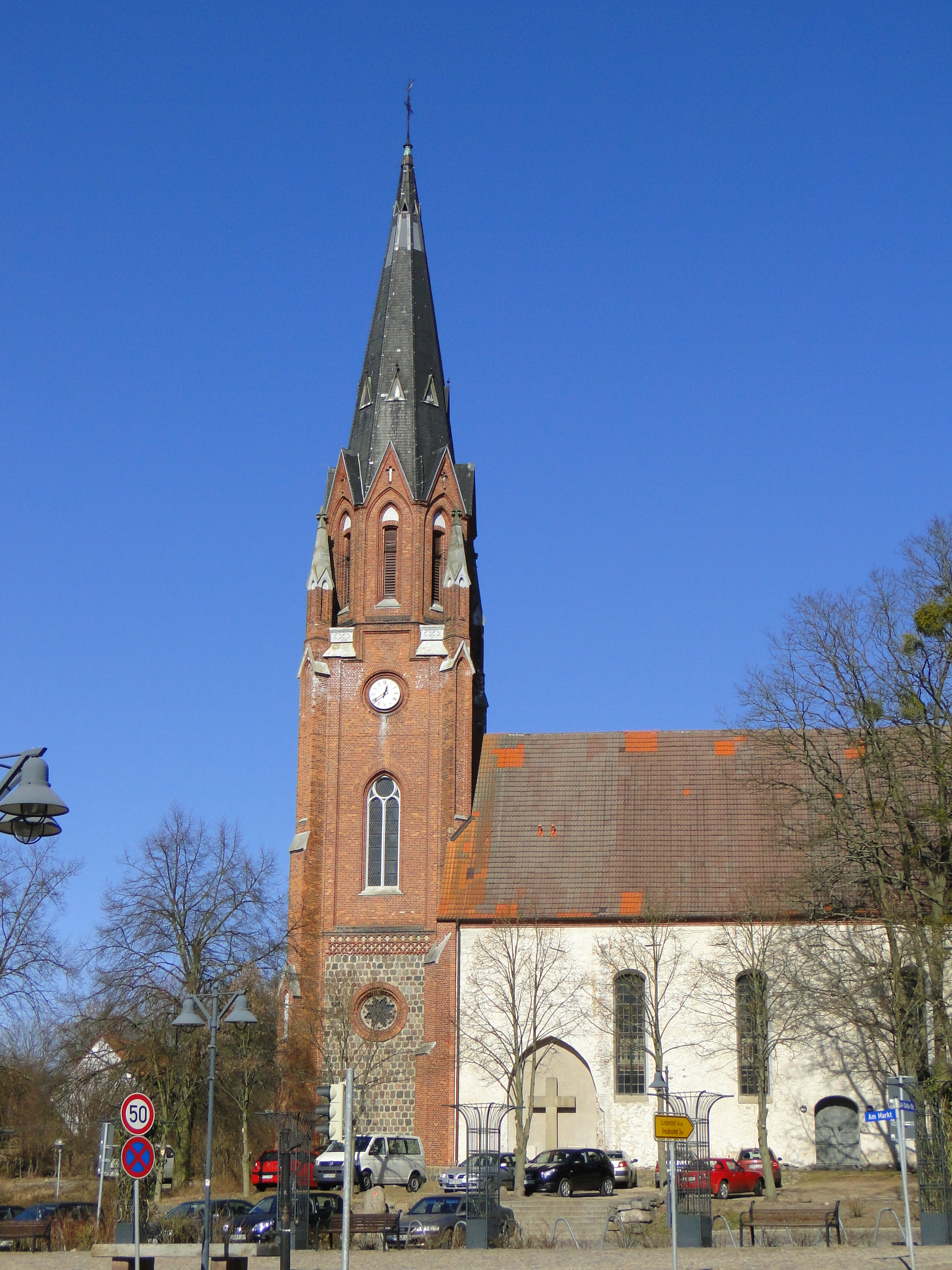
Stadtkirche in der Altstadt

- Die Burg Stargard, die nördlichste Höhenburg Deutschlands, stammt aus dem 13. Jahrhundert. Sie wurde als Backsteinbau ursprünglich für den Markgrafen von Brandenburg errichtet und umfasst heute elf Gebäude, u. a. Hauptburg, Marstall mit dem Heimatmuseum, Torhaus, Reste vom Bergfried (Umbau 1821–23 durch Friedrich Wilhelm Buttel), Altes Herrenhaus (15. Jh.), Neues Oberes Tor (16. Jh.), Amtsschreiberhaus (18. Jh.), Burgschänke (19. Jh.), Stallhaus (19. Jh.).
- Stadtkirche, nach dem Stadtbrand 1758 im heute bestehenden Zustand errichtet. Ursprünglich stand an ihrer Stelle eine dreischiffige Pfeilerbasilika aus Feldsteinen aus dem 13. Jahrhundert. Der mittelalterliche West-Turm wurde 1894 durch einen neugotischen Backsteinturm ersetzt.
  - Ausstattung: Kanzelaltar (1770), Taufstein (13. Jahrhundert)
- Heilig-Geist-Hospital, ältestes erhaltenes Gebäude der Stadt (1290) aus Feldsteinen; 1576 wurde die ursprüngliche Kirche zum Hospitalgebäude umfunktioniert.
- historischer Stadtkern mit dem rechtwinkligen Straßennetz, nach dem Stadtbrand von 1758 entstanden
  - ehemaliger Gasthof Zum Weißen Hirsch von 1760
  - Wohnhaus der Malerin Marie Hager mit ständiger Ausstellung
- drei Gedenksteine auf dem Denkmalberg, einer Anhöhe hinter der Kirche, für die Gefallenen der Kriege 1870/71 und 1914/18 sowie für die Opfer des Faschismus 1933–1945
- Gedenkstein von 1948 (bzw. 1952) auf dem Grab des jüdischen Ehepaares Sehlmacher, das der Shoa zum Opfer fiel
- sowjetischer Soldatenfriedhof in der Nähe des Bahnhofs mit Gedenkstein für die dort begrabenen 18 Opfer von Krieg und Zwangsarbeit
- Sommerrodelbahn am Rand der Stadt
- Weinbaugebiet Stargarder Land, gilt als nördlichstes Weinbaugebiet Deutschlands, Weinbau an den Rebflächen Teufelsbruch und Burg; insgesamt stehen in Burg Stargard auf einer Fläche von ca. 0,2 ha 1200 Rebstöcke der Sorten Regent, Blauer Portugieser, Müller-Thurgau, Phoenix, Ortega und Elbling.

#### Bargensdorf
- Dorfkirche, spätgotisch, turmloser Feldsteinbau vom Ende des 15. Jahrhunderts

#### Cammin
- Feldsteinkirche aus dem 13. Jahrhundert
- historisierendes Gutshaus von 1862 nach Plänen von Friedrich Wilhelm Buttel

#### Quastenberg
- Dorfkirche von 1842 von Friedrich Wilhelm Buttel

#### Gramelow
• Dorfkirche, runder Putzbau mit Kuppeldach von 1805 von Friedrich Wilhelm Dunckelberg

### Veranstaltungen
Jährlich findet am zweiten August-Wochenende das Burgfest auf der Burg Stargard statt.

## Wirtschaft und Infrastruktur

### Verkehr

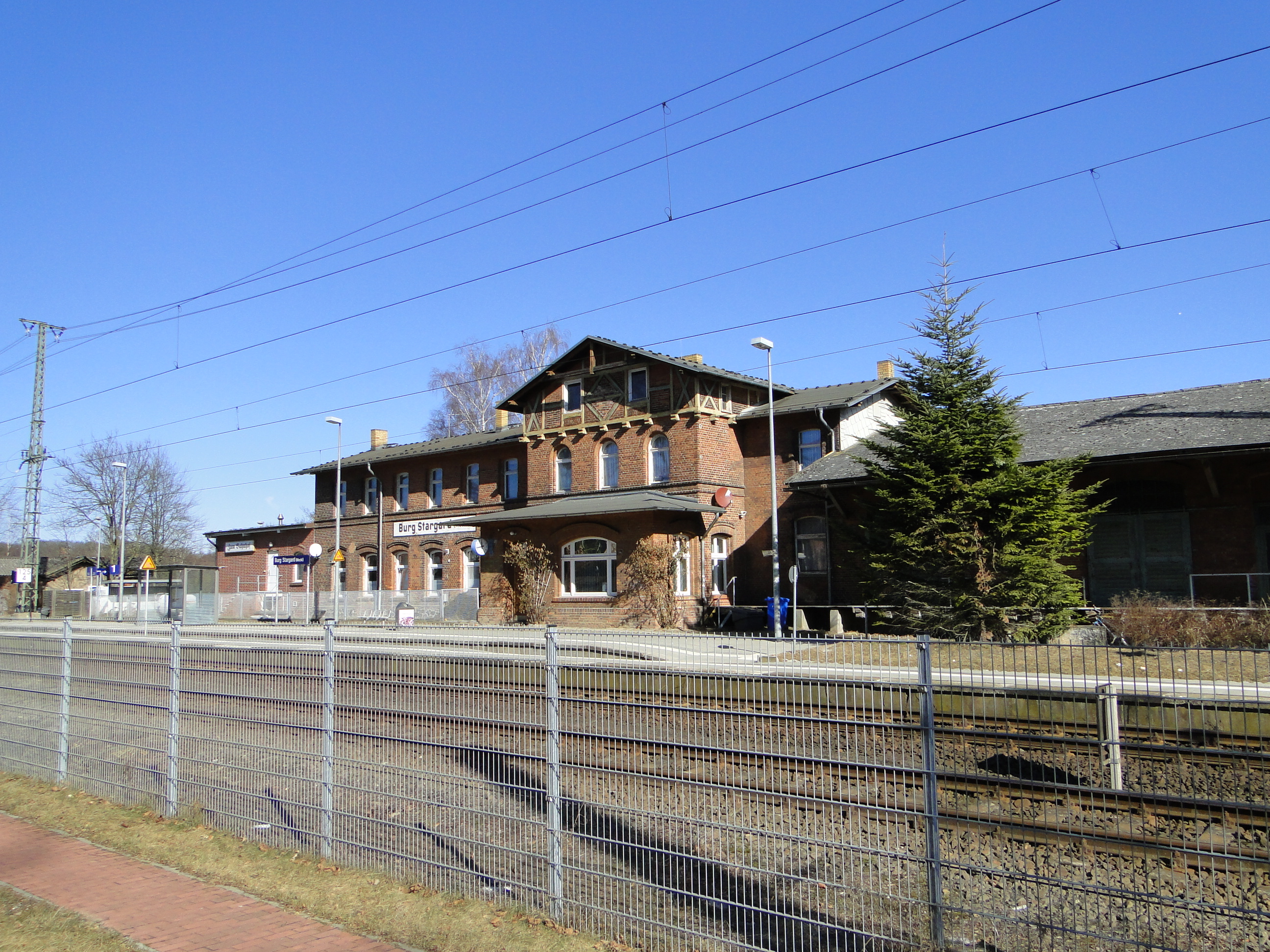
Bahnhof Burg Stargard

Durch den Westen des Stadtgebiets führt die Bundesstraße 96 von Berlin nach Neubrandenburg. Von dieser zweigt die Landesstraße 31 ab, die durch die Kernstadt führt und in Alt Käbelich eine Verbindung zur Bundesstraße 104 herstellt. Über die in Burg Stargard beginnende L 331 gelangt man in südlicher Richtung nach Stolpe zur Bundesstraße 198. Die nächstgelegene Autobahnanschlussstelle ist Neubrandenburg-Ost an der A 20 (Bad Segeberg–Dreieck Uckermark). Sie ist in etwa 17 Kilometern zu erreichen.
Burg Stargard besitzt einen von der Regional-Express-Linie RE 5 (Stralsund – Berlin-Südkreuz) bedienten Bahnhof an der Bahnstrecke Berlin–Stralsund. Im Bahnhofsgebäude befinden sich Bedienplätze für das elektronische Stellwerk Burg Stargard (Bauform El S net), das neben dem eigenen Bahnhof und dem Nachbarbahnhof Blankensee (Meckl) auch mehrere Betriebsstellen an der Bahnstrecke Bützow–Szczecin steuert.
Weitere Verbindungen in die umliegenden Ortschaften bestehen mit den regionalen Bussen der MVVG.

### Bildung
- Grundschule Kletterrose, Klüschenbergstraße 17
- Regionale Schule Burg Stargard, Klüschenbergstraße 13

### Sport

#### Sportstätten
- Sportplatz an der Gartenstraße von 2010
- Turnhalle der Regionalen Schule
- Motocross-Bahn

#### Vereine
- SV Burg Stargard 09, dessen Fußballmannschaft in der Saison 2021/22 in der Kreisoberliga Mecklenburgische Seenplatte spielte; die Handballerinnen spielen in der Bezirksklasse Ost.
- VfL Burg Stargard mit Leichtathletik, Breitensport, Yogagruppen
- Motorsportclub Fichtenring
- Schützenverein Burg Stargard
- Sportfischerverein Burg Stargard
- Stargarder Burgverein

## Persönlichkeiten

### Ehrenbürger
- 1901: Friedrich (Wilhelm August) Blanck (1809–1902), Kantor und Lehrer[22]
- 1968: Max Reinfarth, aktiv beim Aufbau der Stadt nach dem Krieg, half beim Aufbau der Konsumgenossenschaft in Stadt und Kreis.[22]
- 1998: Ernst Gay (1927–2012), Bürgermeister und Ortschronist[23]

### Söhne und Töchter der Stadt
- Magnus III., Herzog zu Mecklenburg (1509–1550), Bischof und Administrator des Bistums Schwerin
- Karl (Charles) Rümker (1788–1862), Astronom
- Karl Friedrich Vollrath Hoffmann (1796–1842), Geograph, Publizist
- August Dühr (1806–1896), klassischer Philologe und Gymnasialprofessor
- Wilhelm Bahr (1821–1876), Kunstmaler und Fotograf
- Daniel Zander (1823–1905), Lehrer, Musiker und Historiker
- Ludwig Schultze-Strelitz (1855–1901), Gesangspädagoge, Musikwissenschaftler und Herausgeber
- Paul Friedrich Kaeding (1877–1964), Stellmacher und Heimatkundler, verfasste für Stargard eine Ortschronik, die ungedruckt blieb
- Walter Schulz (1925–2009), lutherischer Theologe und Kirchenlieddichter
- Volker Schmidt (1942–2002), Archäologe, Rethra-Forscher
- Jürgen Dassow (* 1947), Mathematiker, Professor für Informatik

### Sonst in der Stadt wohnhaft oder wirkend
- Gottlob Burchard Genzmer (1716–1771), mecklenburgischer Naturforscher der Spätaufklärung, war hier Pastor und Präpositus.
- Friedrich Weinrich (1783–1862), Theologe, war 1814–1829 Rektor der Stargarder Stadtschule und ein enger Freund von Turnvater Friedrich Ludwig Jahn
- Friedrich Genzken (1817–1875), Jurist, Mitglied der Frankfurter Nationalversammlung, war hier Stadtsyndikus und Bürgermeister.
- Carl Stolte (1824–1897), war 1844–1881 Volksschullehrer in Stargard.
- Fritz Scharenberg (1846–1916), Jurist, Amtsrichter und Bürgermeister
- Ernst Ahlers (1850–1939), Theologe und Heimatkundler, war 1878–1880 Rektor der Stargarder Stadtschule und verbrachte hier als Oberkirchenrat a. D. seinen Lebensabend
- Mathilde Block (1850–1932), Malerin und Kunststickerin, arbeitete viereinhalb Jahre als Erzieherin auf der Burg Stargard.
- Hans Leuss (1861–1920), antisemitischer sozialdemokratischer Politiker, kurzzeitig Landdrost für den Kreis Stargard, auf der Burg begraben.
- Georg Krüger-Haye (1864–1941), Theologe und Buchautor, war 1907–1925 Pastor und Präpositus in (Burg) Stargard und liegt hier begraben.
- Johanna Beckmann (1868–1941), Scherenschnitt-Künstlerin, verbrachte hier ihre Kinder- und Jugendzeit.
- Marie Hager (1872–1947), Landschafts- und Architekturmalerin, 1921–1947 hier wohnhaft
- Hans Klohß (1879–1954), Landschafts- und Architekturmaler, 1909–1913 hier wohnhaft[24]
- Friedrich Hitz (1918–1997), Maler
- Ernst Gay (1927–2012), Bürgermeister Burg Stargards von 1965 bis 1984, seit 1998 Ehrenbürger
- Klaus Höpcke (1933–2023), stellvertretender Kulturminister der DDR (1973–1989), besuchte hier die Grundschule[25]
- Elmar Schaubs (1967–2002), Bürgermeister Burg Stargards von 1991 bis 2001, von 2001 bis 2002 Landrat von Mecklenburg-Strelitz